# Jaha Dukureh
Jaha Dukureh (Banjul, 1989) es una activista por los derechos humanos gambiana impulsora de la campaña contra la mutilación genital femenina (MGF). Es la fundadora y directora de Safe Hands for Girls, una organización que lucha contra MGF, y es la líder de la campaña en The Guardian's End FGM Guardian Global Media Campaign. En abril de 2016, fue incluida en la lista de Time 100, que reúne las 100 personas más influyentes del año.

## Trayectoria
Dukureh nació en Gambia. Fue víctima de mutilación de clítoris cuando tenía una semana de vida. Luego de la muerte de su madre, fue a Nueva York por un matrimonio concertado cuando tenía solo 15 años. Después de experimentar dolor intenso durante el coito, se sometió a una cirugía para deshacer la infibulación. Para ella era «experimentar la MGF de nuevo». Se divorció y se mudó con sus familiares. Logró inscribirse en una escuela secundaria de la ciudad de Nueva York después de ser rechazada de otras diez escuelas porque no tenía el consentimiento de un tutor legal. A los 17 se mudó a Atlanta y se volvió a casar.
Dukureh obtuvo un título de grado en administración de empresas en la Universidad Estatal de Georgia del Sudoeste en 2013. Ese año fundó la Safe Hands for Girls, una ONG anti-MGF. Dukureh se convirtió en ciudadana estadounidense  2015.
El activismo de Dukureh logró la prohibición de la mutilación genital femenina en Gambia.
Actualmente vive en Atlanta. The Guardian está produciendo una película sobre la vida de Dukureh.